# Hoddesdon Town F.C.
Hoddesdon Town F.C. là một câu lạc bộ bóng đá Anh đền từ Hoddesdon, Hertfordshire. Hiện tại đội bóng đang thi đấu ở Spartan South Midlands League Premier Division và chơi trên sân nhà Lowfield. Họ là đội giành chức vô địch FA Vase đầu tiên.

## Lịch sử
Câu lạc bộ được thành lập năm 1879, là đội bóng lâu đời thứ 3 tại Hertfordshire. Họ là đội đầu tiên vô địch FA Vase năm 1975. Đội bóng gia nhập Spartan South Midlands League năm 1997. Hoddesdon ban đầu chơi ở Premier Division North, sau đó là Premier Division, nhưng lại bị xuống hạng Division One.
Joel Sutton là cầu thủ ghi nhiều bàn thắng nhất đội bóng với 157 bàn.

## Stadium

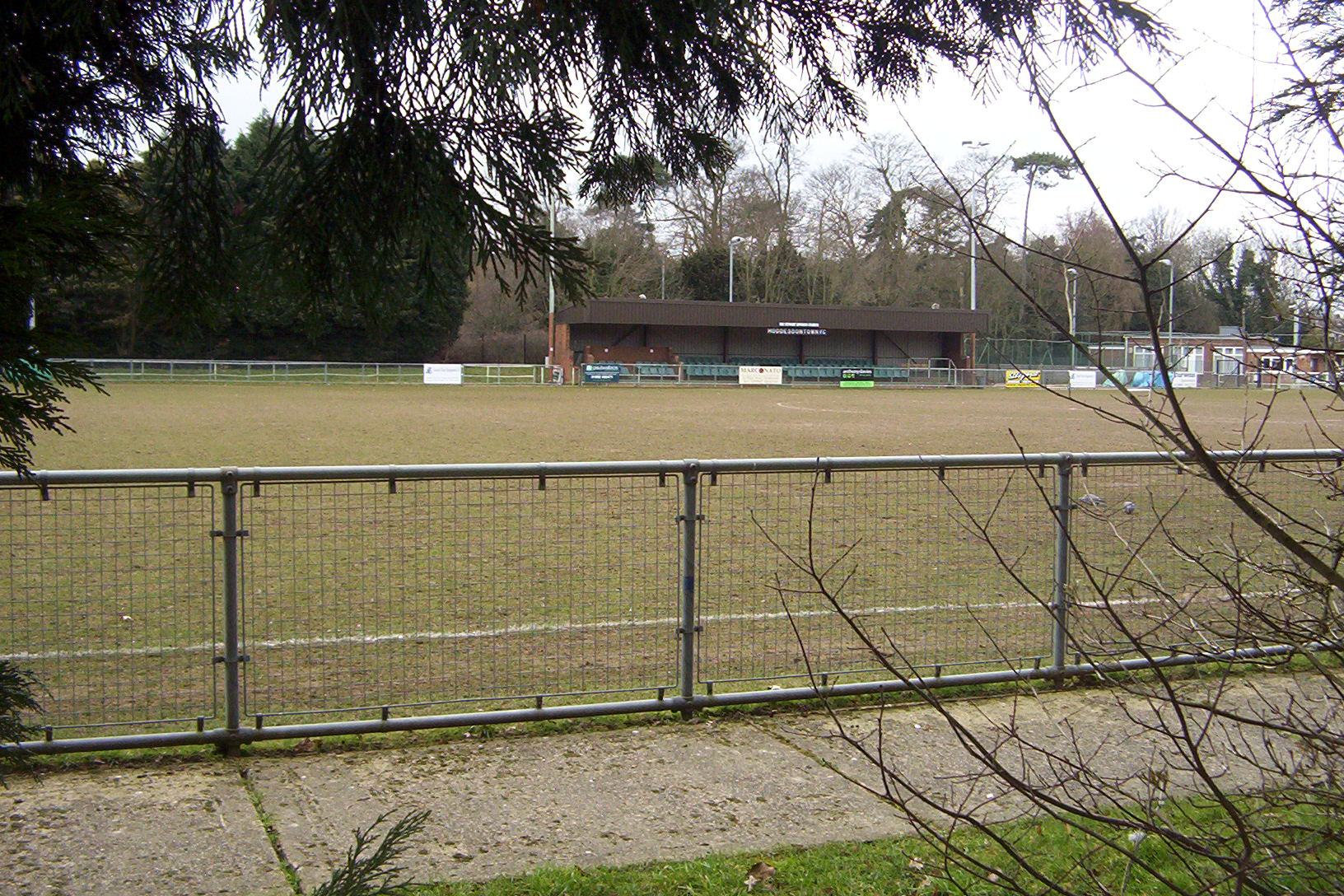
Sân nhà của câu lạc bộ

Hoddesdon Town thi đấu tại Lowfield từ năm 1899 kể từ khi đến đó và chia sân với đội bóng cricket địa phương. Sân đấu có nguồn gốc là một phần của High Leigh Estate, nhưng được thị trấn mua năm 1924. Nhà câu lạc bộ bị phá hủy trong thập niên 1950 nhưng đã được khôi phục hoàn toàn năm 2002. Khán đài chính có 100 chỗ ngồi lấy từ Burnden Park, sân nhà cũ của Bolton Wanderers.

## Danh hiệu
- FA Vase
  - Vô địch 1974–75
- Spartan South Midlands Football League
  - Á quân 1973–74

## Cựu cầu thủ
1. Cấu thủ thi đấu hoặc huấn luyện tại Football League hoặc những giải đấu khác tương đương.

2. Cầu thủ thi đấu quốc tế.

3. Cầu thủ giữ kỷ lục hoặc từng làm đội trưởng.
- Micky Droy